# ساسان
ساسان (به پارسی میانه: 𐭮𐭠𐭮𐭠𐭭) بر پایهٔ کارنامهٔ اردشیر بابکان و شاهنامه داماد بابک، پدر اردشیر بابکان، نیای دودمان ساسان (پادشاهی ۲۲۴–۶۵۱ م) است که نسبتش به واپسین پادشاه کیانی یعنی دارا می‌رسد که برابر با داریوش سوم و هخامنشیان در ایران است.
ساسان موبد نیایشگاه آناهید در شهر استخر، بخش پارس بود و از او به عنوان «جنگاور و شکارچی بزرگی» یاد شده‌است. او در سده سوم میلادی در دورانی نزدیک به سرنگونی اشکانیان می‌زیست.
بر پایهٔ کارنامهٔ اردشیر بابکان و شاهنامه همسر ساسان دختر بزرگ‌زاده‌ای به نام بابک بود. بابک ترتیب این ازدواج را پس از پی بردن به اینکه ساسان دارای‌تبار هخامنشی است، داده بود. فرزند ساسان اردشیر نام داشت. ساسان اندکی پس از حضور اردشیر در داستان ناپدید می‌شود و بابک پدر اردشیر به‌شمار می‌رود. از وی در سنگ‌نوشته شاپور یکم بر کعبه زرتشت به نام «ساسان‌خدای» یاد شده‌است.

## هویت ساسان

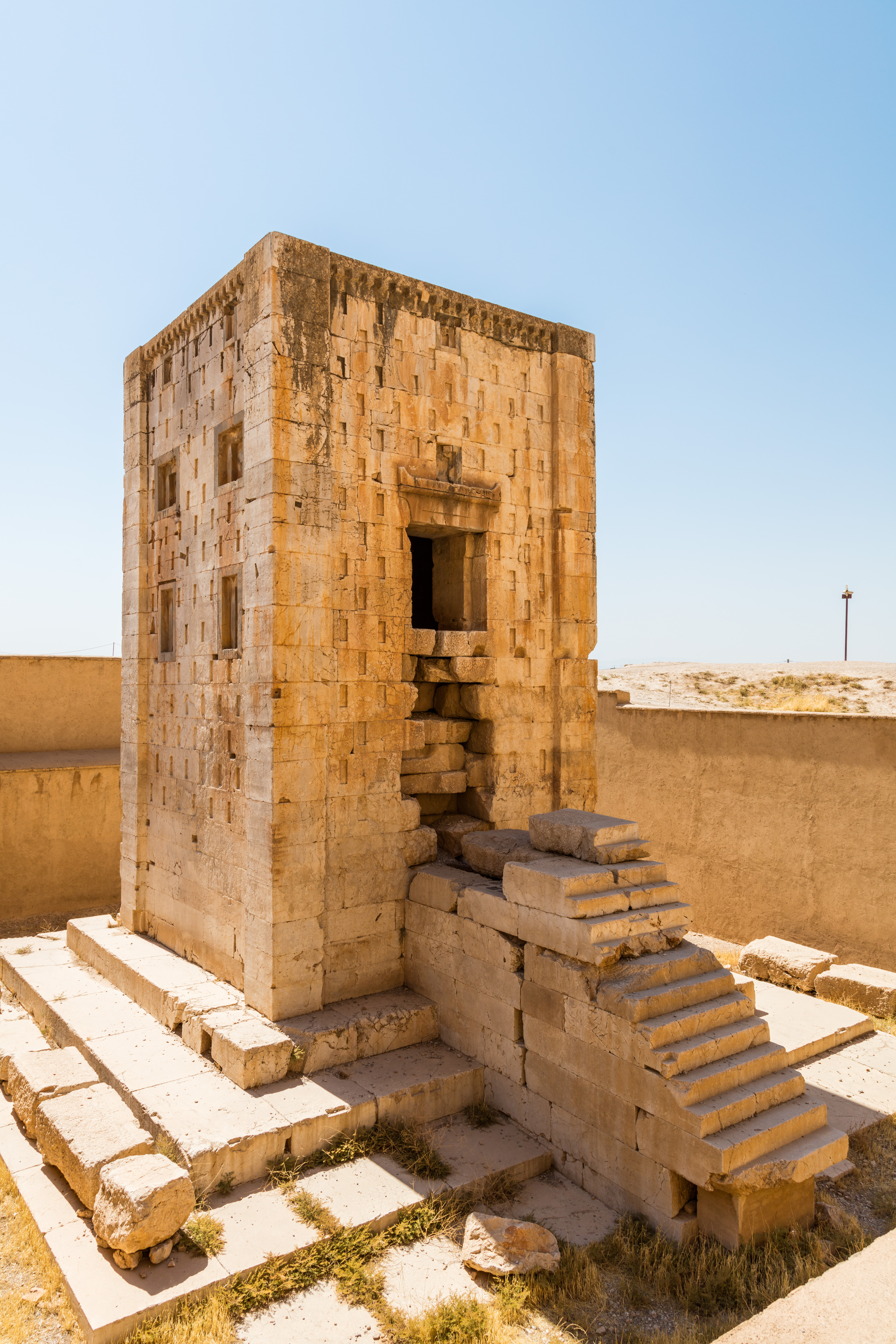
کعبه زرتشت، جایی که سنگ‌نوشته شاپور یکم حک شده‌است